# Ada Estate
Ada Estate è una zona residenziale di lusso di Dar es Salaam, in Tanzania. Si trova nella parte settentrionale della città, nei pressi della rinomata spiaggia di Coco Beach. Vi hanno sede, tra l'altro, diverse cliniche di alto livello (tra cui il Tanzania Heart Institute, l'unico ospedale della Tanzania specializzato in cardiologia) e diverse ambasciate, fra cui quella francese e quella statunitense, oggi chiusa, che fu oggetto di uno degli attentati alle ambasciate statunitensi del 1998.